# Ку, Эмиль
Эмиль Ку (нем. Emil Kuh; 13 декабря 1828, Вена, — 30 декабря 1876, Меран) — австрийский писатель

, журналист и литературный критик.

## Биография
С 1861 года возглавлял отдел искусств газеты Österreichische Zeitung, с 1862 года сотрудничал с Wiener Presse, а с 1867 года — с газетой Wiener Zeitung.
Ку был другом и первым биографом Фридриха Хеббеля, а также редактором его собрания сочинений (1865—1868).
В 1874 году Ференц Лист написал музыку для меццо-сопрано и фортепиано к стихотворению Ку «Ihr Glocken von Marling». В 1879 году песня была выпущена лейпцигским издательством Kahnt-Verlag.
Сын Ку Пауль Ку-Хробак являлся высокопоставленным чиновником и был последним министром финансов Австро-Венгрии.